# Харауз
Харау́з (рос. Харауз) — село у складі Петровськ-Забайкальського району Забайкальського краю, Росія. Адміністративний центр та єдиний населений пункт Хараузького сільського поселення.

## Населення
Населення — 883 особи (2010; 973 у 2002).
Національний склад (станом на 2002 рік):
- росіяни — 99 %